# قتابة
القتَّابة هي جنس من بطنيات الأقدام تنتمي إلى فصيلة القَتَّابيات.